# Wilhelm Perthes
Wilhelm Perthes (* 18. Juni 1793 in Gotha; † 10. September 1853 ebenda) war ein deutscher Verleger.

## Leben
Wilhelm Perthes war ein Sohn des Buchhändlers und Verlegers Justus Perthes und dessen Ehefrau Sabine Ernestine, geb. Dürfeldt (1765–1817). Er besuchte das Gymnasium Ernestinum Gotha und ging dann nach Hamburg in die Lehre bei seinem Cousin Friedrich Perthes. Hier erlebte er die Hamburger Franzosenzeit. 1813 trat er als Freiwilliger in die Hanseatische Legion ein und machte deren Feldzüge in Mecklenburg und Holstein als Leutnant mit. 
1814 kehrte er nach Gotha zurück und wurde Teilhaber im väterlichen Unternehmen. Nach nur zwei Jahren starb sein Vater, und Wilhelm Perthes übernahm das Geschäft auf eigene Rechnung. Ihm kam dabei zugute, dass der Vertrag für den Hauptartikel des Geschäfts, den Hofkalender gerade abgeschlossen worden war und er ihn ab 1816 unter eigenem Namen verlegen und herausgeben durfte. 
Neben der Verbesserung der äußeren Ausstattung und der Erweiterung des Inhaltes des Hofkalenders widmete sich Wilhelm Perthes vor allem dem Ausbau des kartographischen Verlags. Im März 1823 konnte die seit 1815 mit den Kartographen Adolf Stieler und Christian Gottlieb Reichard begonnene Herausgabe von Stieler’s Hand-Atlas mit 50 Karten zu Ende gebracht werden. 
Es folgten von 1823 bis 1831 25 weitere Karten in 5 Supplement-Lieferungen. Der Atlas besaß „eine politische und statistische Genauigkeit, die bis dahin noch von keiner ähnlichen Erscheinung erreicht worden war“. Dazu gab Heinrich Berghaus von 1832 bis 1837 15 Karten von Asien sowie einen physikalischen Atlas heraus. Zur gleichen Zeit erschien der Historische Atlas von Karl von Spruner und die ersten Karten von Emil von Sydow. Diese Publikationen begründeten den Erfolg und Ruhm des Unternehmens. 
Seit 1818 war er verheiratet mit Agnes, geb. Perthes (* 28. Mai 1798; † 1868), der ältesten Tochter seines Vetters Friedrich Perthes und dessen Ehefrau Caroline Perthes, geb. Claudius. Agnes war eine Enkelin von Matthias Claudius. Der Sohn des Paares, Bernhardt Perthes (1821–1857), der seit 1845 Teilhaber war, übernahm das Unternehmen, starb jedoch nur vier Jahre nach seinem Vater.